# Al-Qanaqiyah
Al-Qanaqiyah (tiếng Ả Rập: القناقية, cũng được đánh vần là el-Kenakiyeh) là một ngôi làng ở phía bắc Syria nằm về phía tây bắc của Homs ở tỉnh Homs. Theo Cục Thống kê Trung ương Syria, al-Qanaqiyah có dân số 1.647 người trong cuộc điều tra dân số năm 2004. Cư dân của nó chủ yếu là Alawites.